# El Valle de Antón
Pour les articles homonymes, voir El Valle.
Ne doit pas être confondu avec El Valle (volcan).
El Valle de Antón, où plus simplement El Valle, est une ville située dans la région nord-est du corregimiento du même nom, dans la province de Coclé, au Panama.

## Présentation
El Valle de Antón est un village rural touristique de 7 602 habitants situé dans la province de Coclé, au Panama. Elle est située à 27 kilomètres de la route panaméricaine. Les bus à destination de la ville de Panama sont fréquents et prennent environ deux heures.
La vallée a une route principale, appelée avenue centrale ou rue centrale, qui traverse la ville d'est en ouest.
Il y a un marché public le dimanche, fréquenté par les panaméens vivant dans la région.
La vallée possède un petit musée, un petit zoo et un serpentarium, et un jardin qui présente plus de 100 espèces d'orchidées de la région.

Marché de El Valle
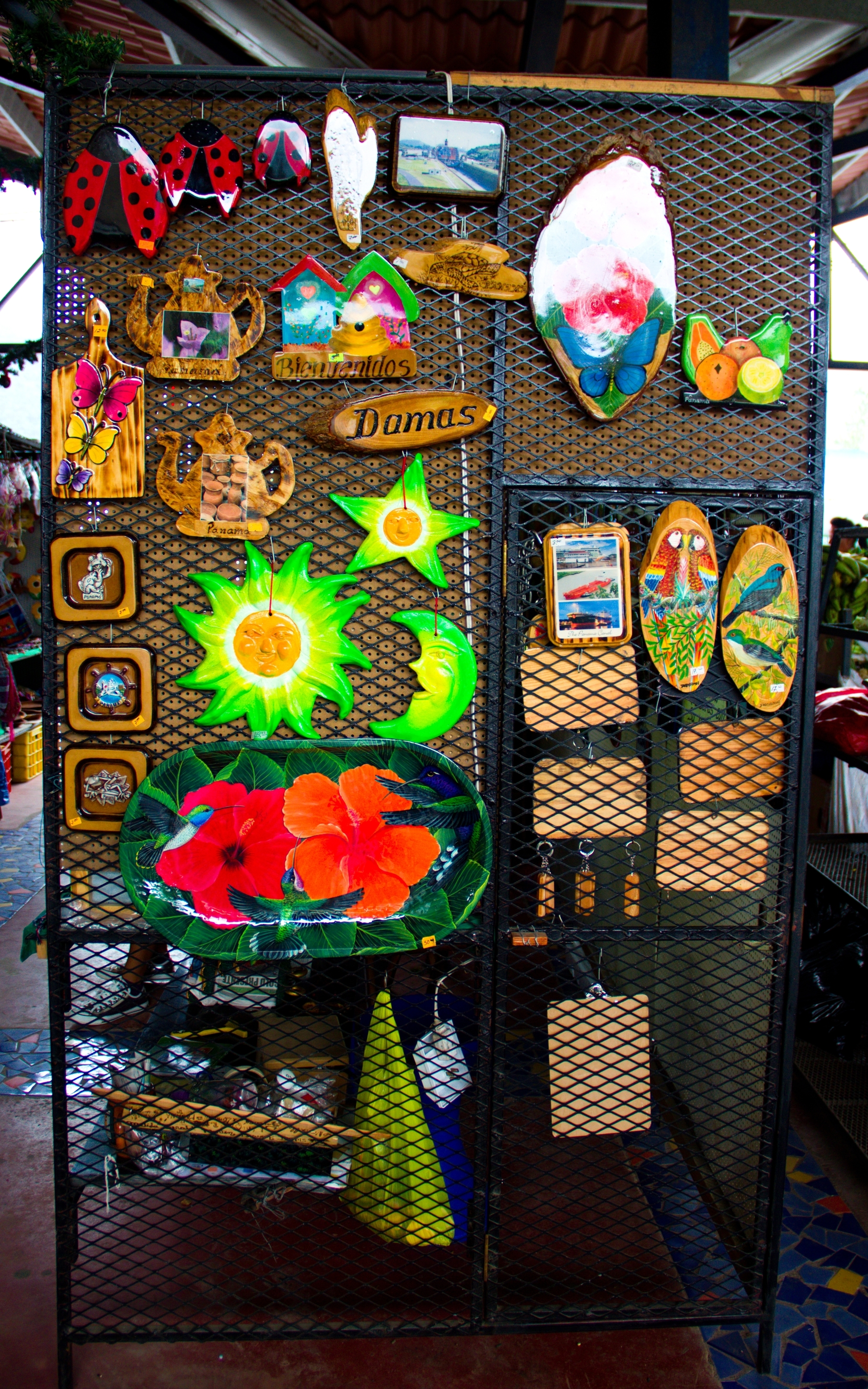
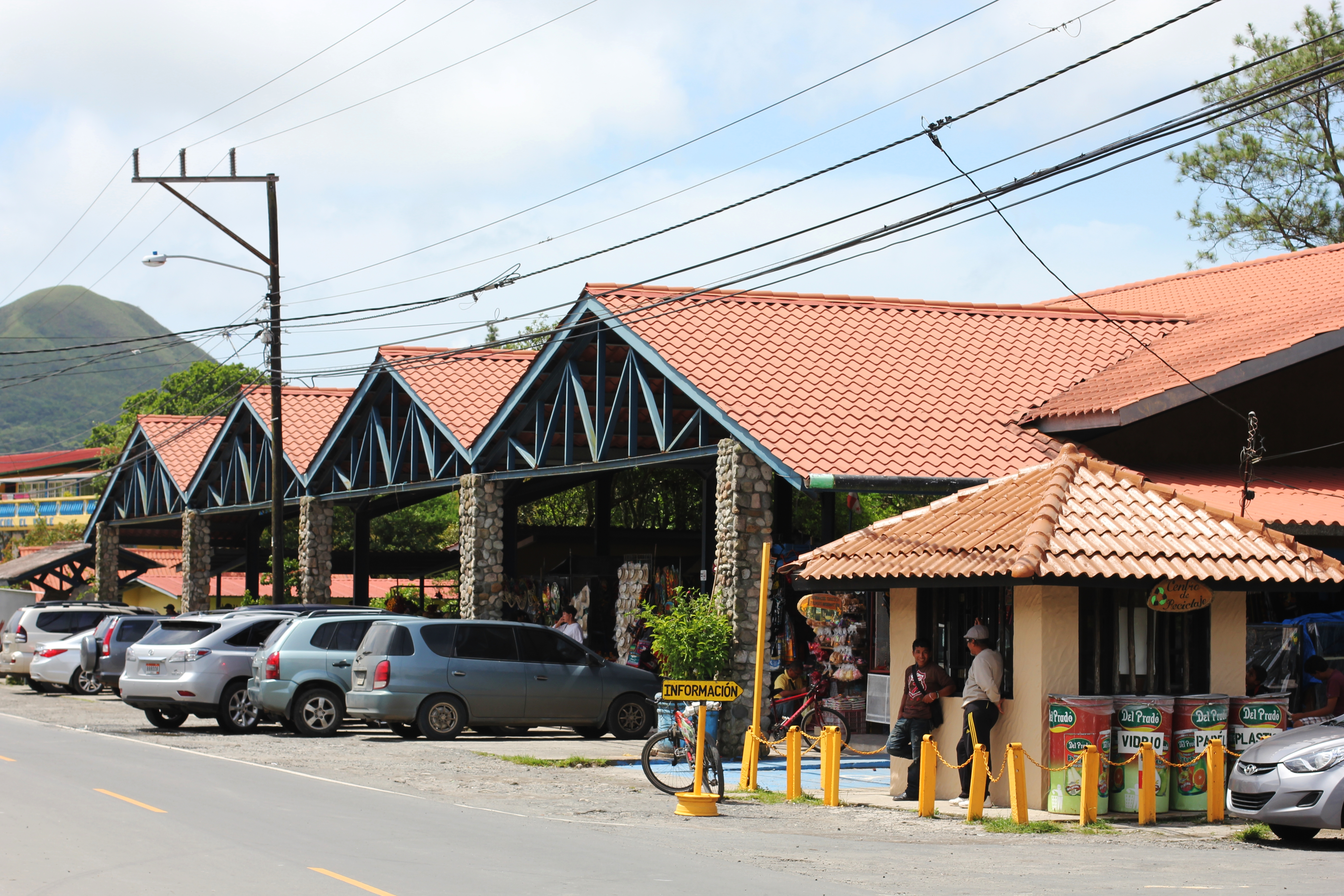
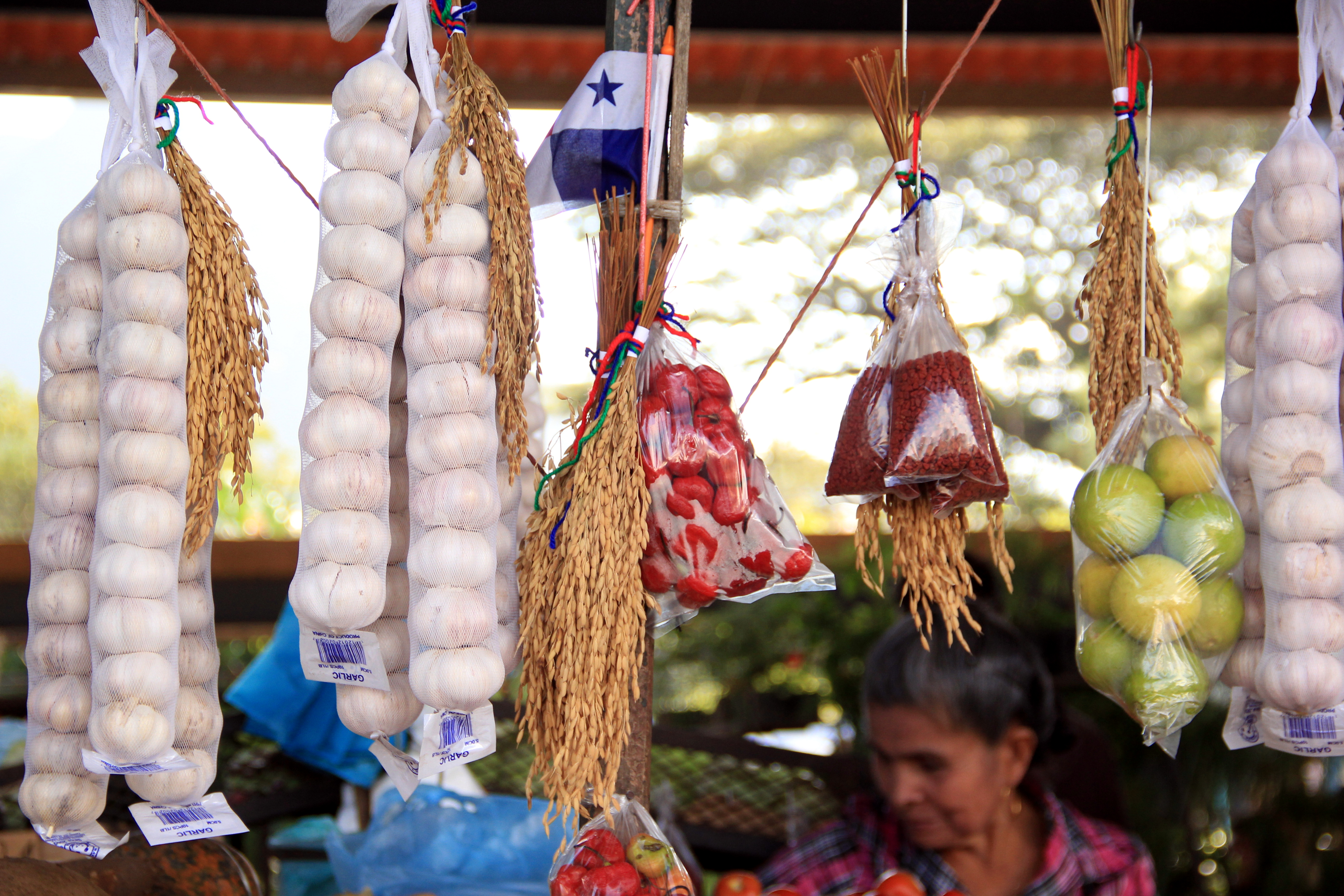

## Géographie

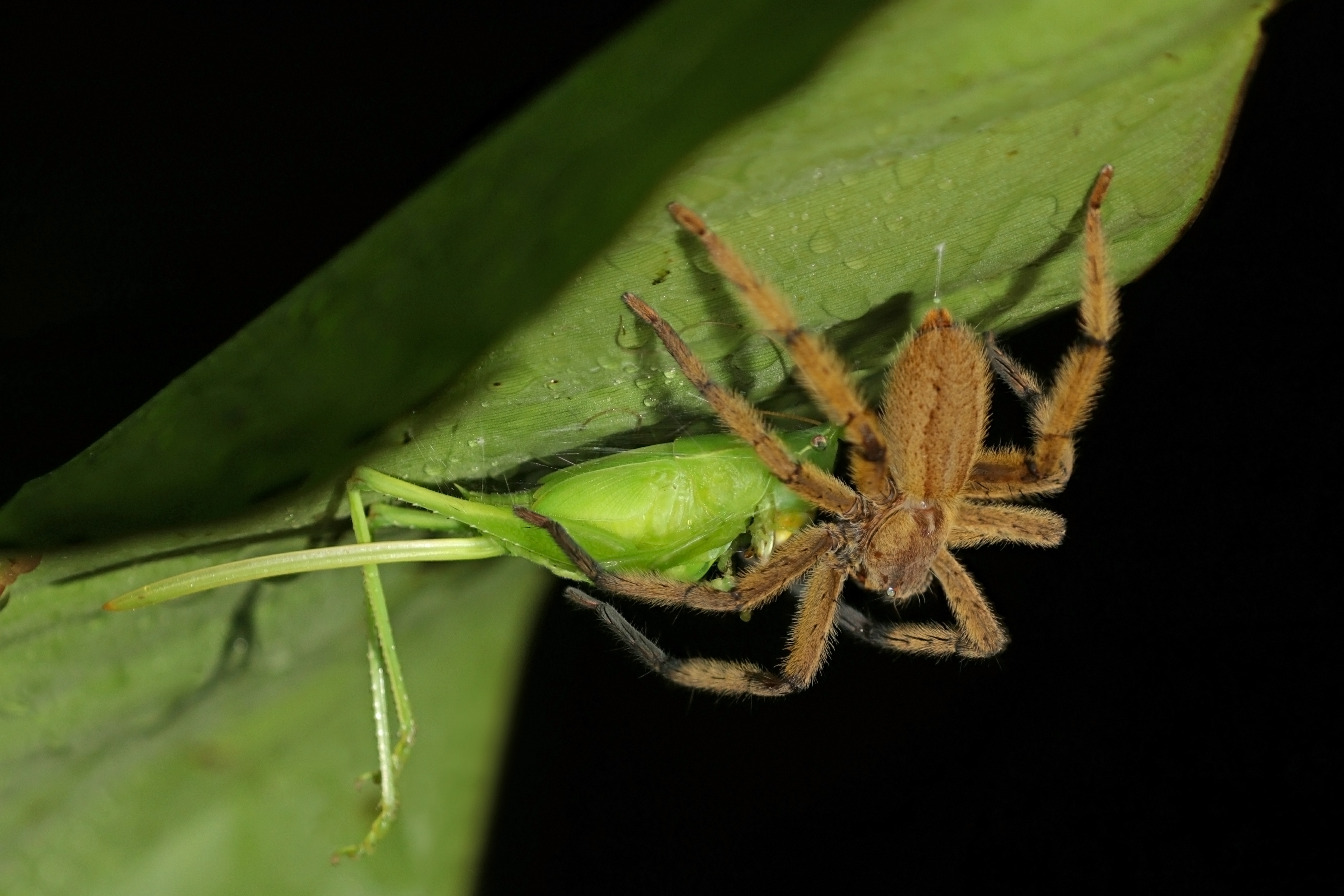
Une Cupiennius getazi en affaires avec une Tettigoniidae à El Valle de Antón. Mai 2019.

Selon les géologues, El Valle est un cratère ou une caldeira de volcan, raison pour laquelle il est limité au nord par Cerro Pajita, Cerro Gaital et Cerro Caracoral avec une hauteur de 1 000 mètres, au sud le Cerro Cara Iguana et Cerro Guacamaya (Cerro la Huaca) à 800 mètres d'altitude.

## Points d'intérêt

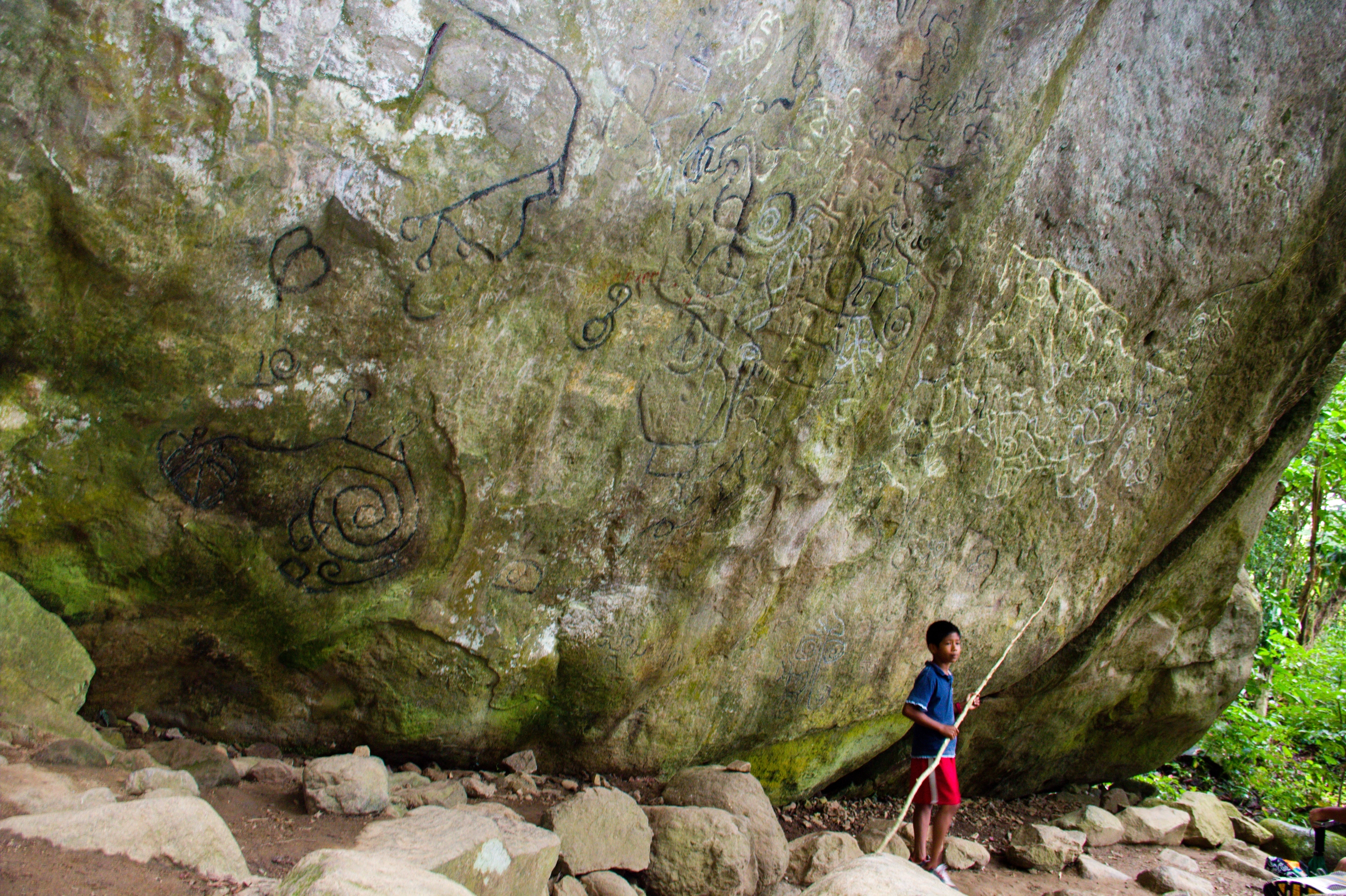
Piedra Pintada.
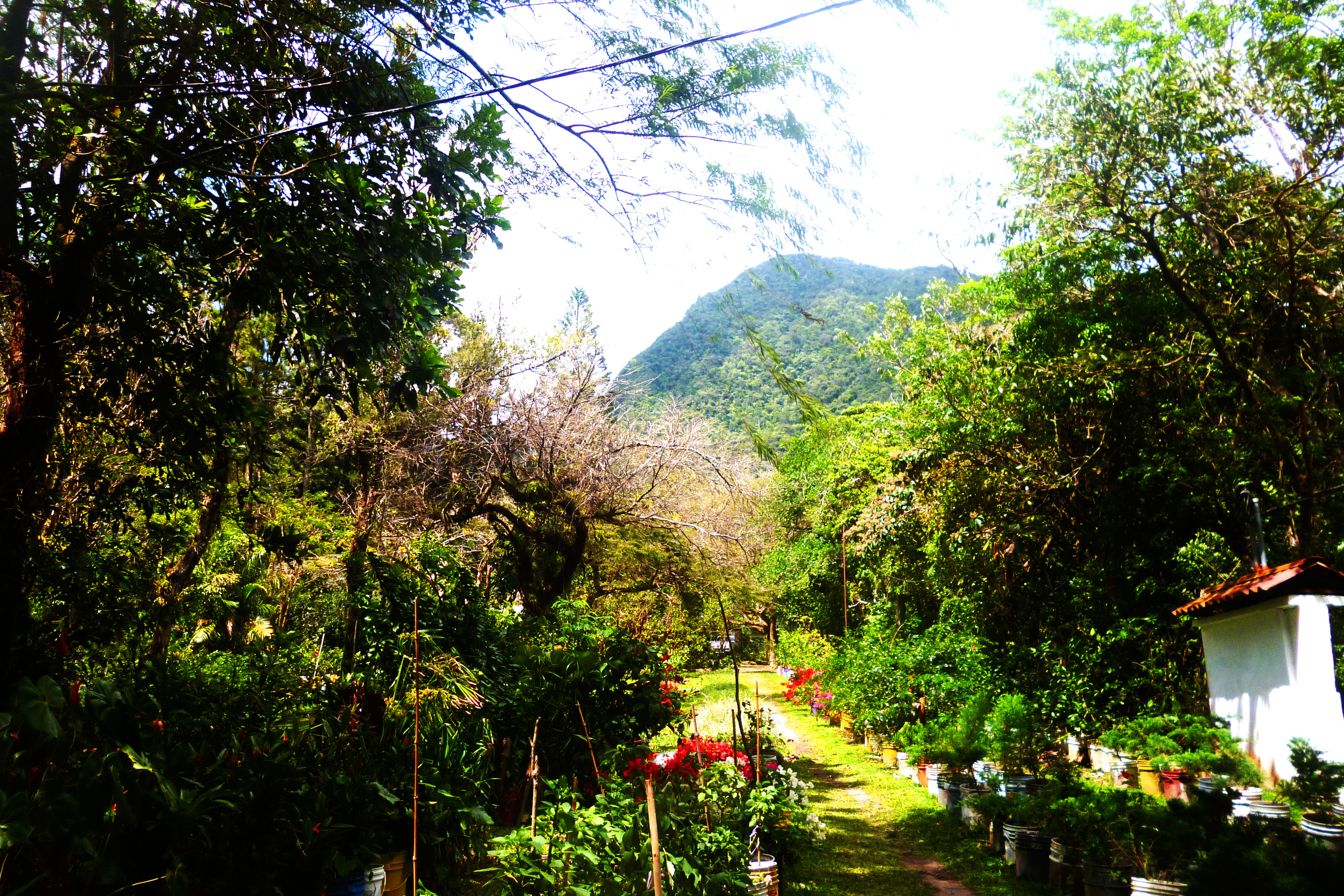
Jardin Zoologique
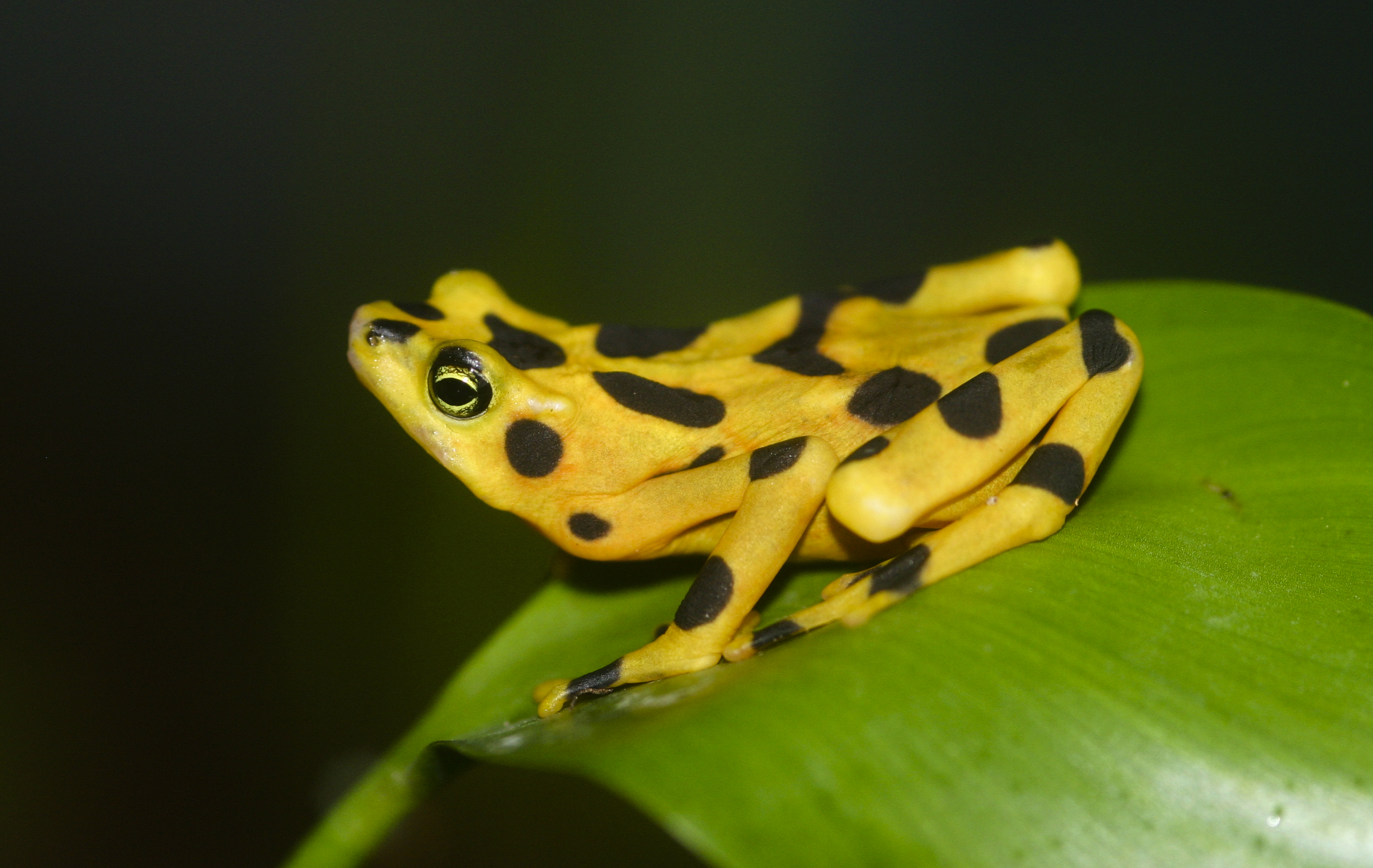
Grenouille dorée.

En raison de son altitude, 600 m environ, la ville bénéficie d'un climat moins chaud que sur les terres côtières.
Les attractions naturelles près de El Valle comprennent 
- la cascade El Macho,
- un groupe de petites piscines thermales,
- un jardin zoologique appelé « El Nispero » qui comprend des collections d'amphibiens anoures.

La région autour de la ville est également connue pour être l'un des habitats de la grenouille dorée du Panama, une espèce endémique en danger d’extinction. Certaines forêts autour de la ville sont des zones protégées
La vallée est également connue comme le lieu de l'« Inde endormie », nom donné à la forme d'une montagne, car elle présente la forme d'une femme allongée sur le dos et certains auteurs la considèrent comme un sanctuaire pour la méditation.

Chorro El Macho
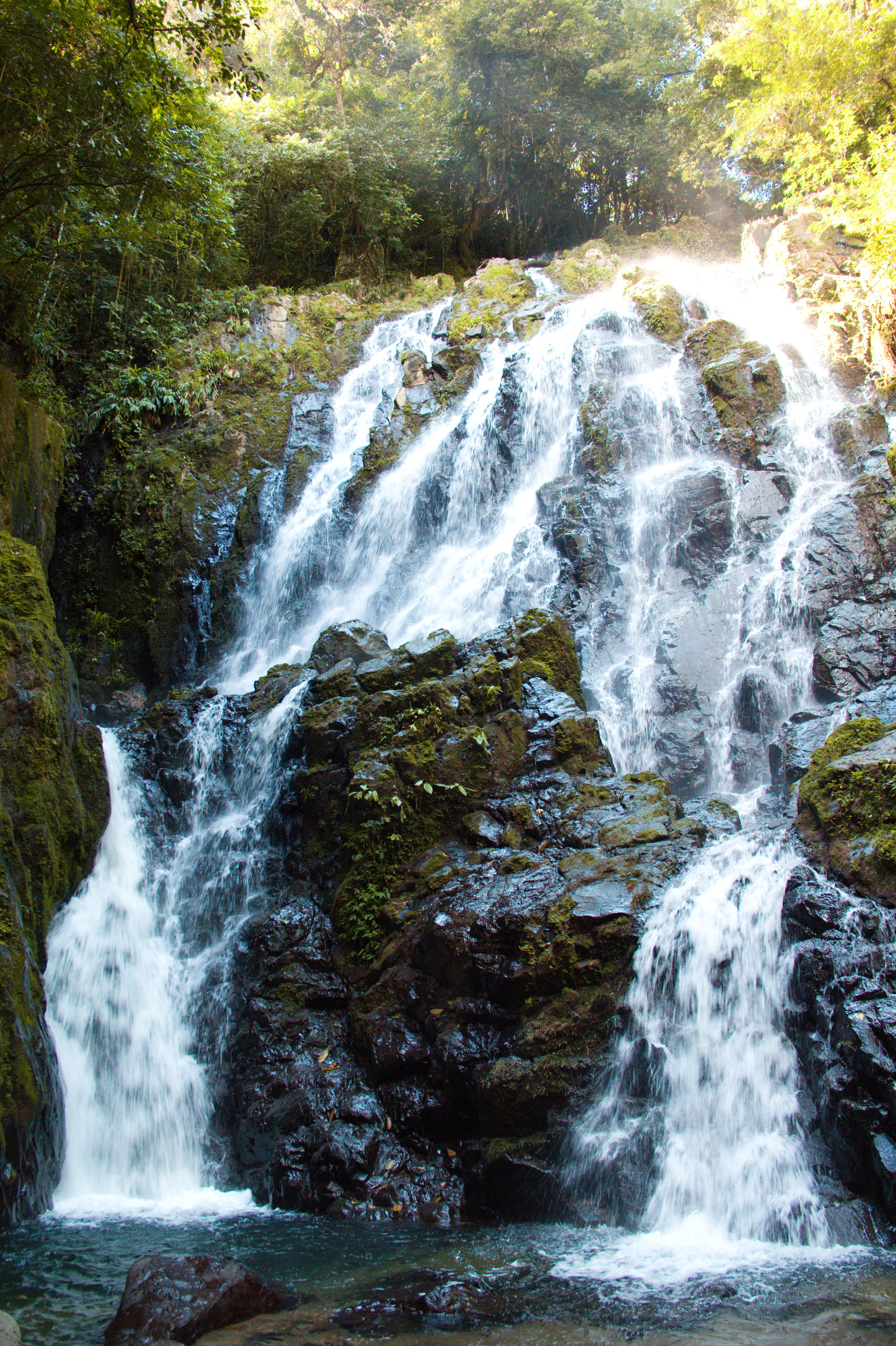
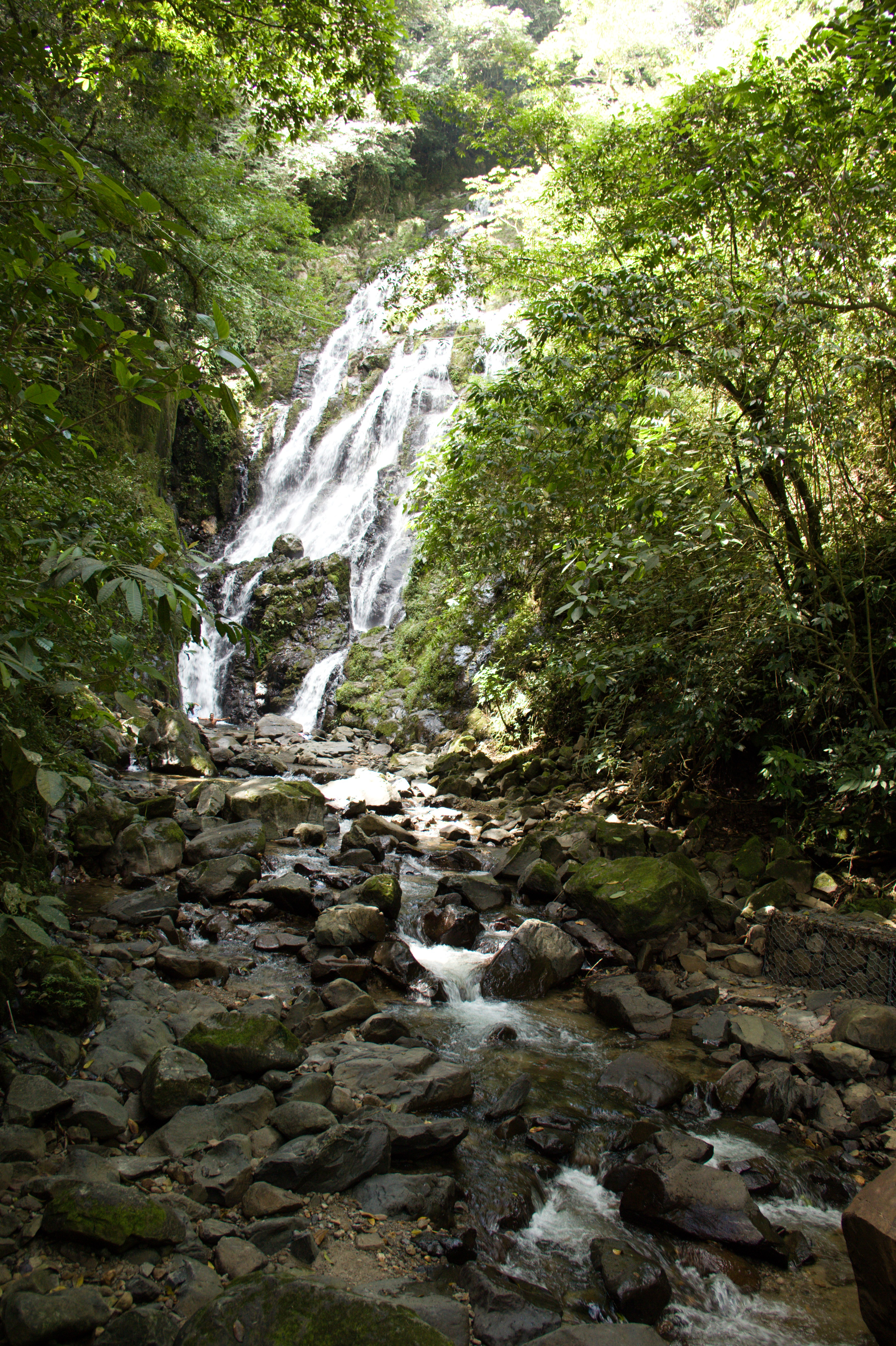
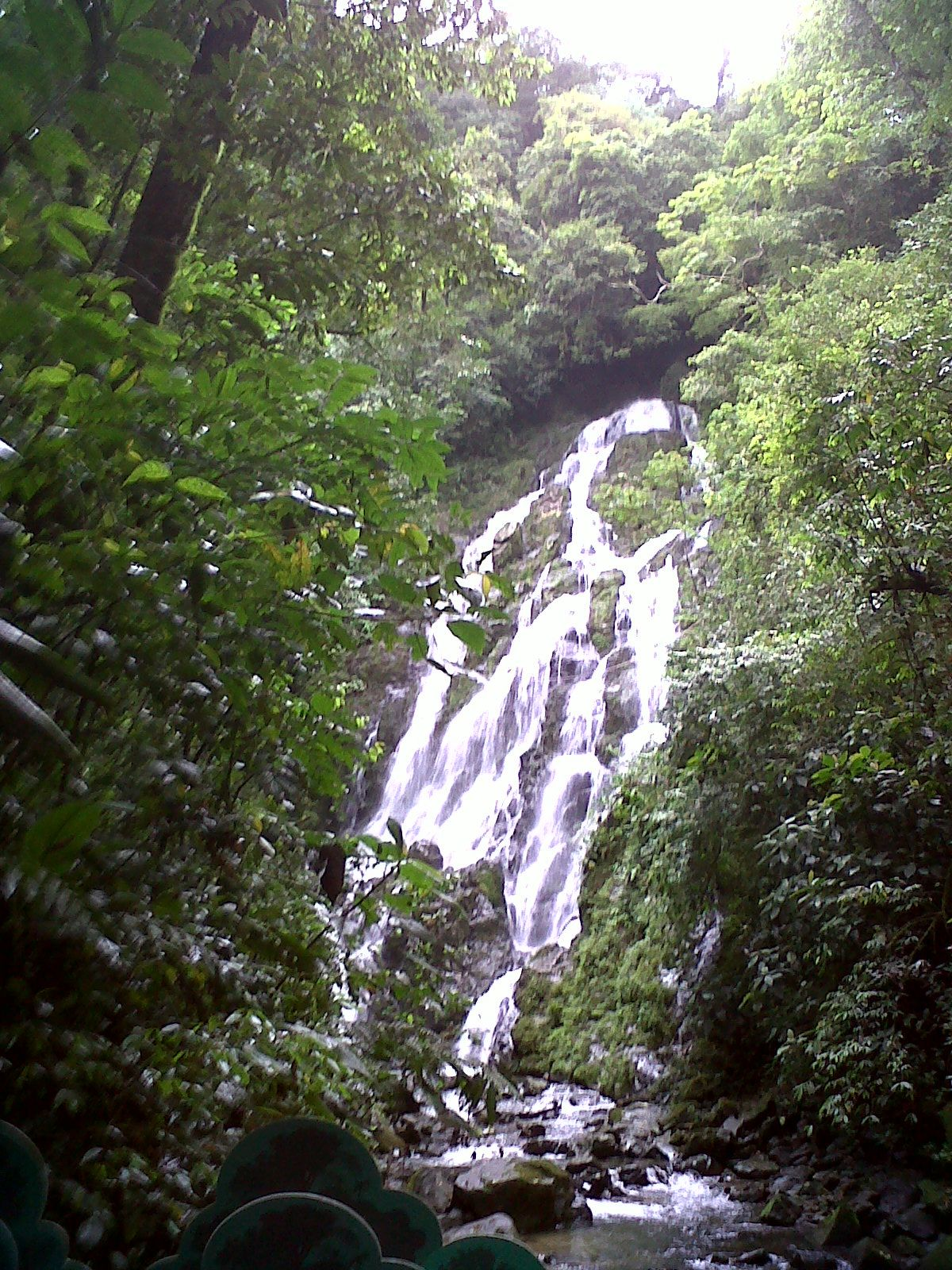